# RW de la Corona Boreal
RW de la Corona Boreal (RW Coronae Borealis) és un estel binari de magnitud aparent +10,22.
Enquadrat en la constel·lació de Corona Boreal, visualment es localitza 1,5º al sud de θ Coronae Borealis. D'acord amb la nova reducció de dades de paral·laxi del satèl·lit Hipparcos, es troba a 679 anys llum del Sistema Solar.
RW Coronae Borealis és un binari proper «semidesprès» així com un binàri eclipsant. El seu període orbital és de 0,7264 dies (17,43 hores) i el plànol orbital està inclinat 79º respecte al plànol del cel.
La component principal de RW Coronae Borealis és un estel de tipus espectral F0 —catalogat també com A8V— amb una temperatura efectiva de 7286 K. Sis vegades més lluminosa que el Sol, contribueix amb més del 90 % a la lluminositat total del sistema. Té una massa de 1,6 masses solars i el seu radi és un 54 % més gran que el del Sol. La naturalesa de la component secundària no és ben coneguda, havent estat classificada com a G8IV, K3 i K2IV. Amb una temperatura de 4232 K, la seva lluminositat equival al 35 % de la lluminositat solar. Té el 40 % de la massa que el Sol, encara que el seu radi és un 10 % vegades més gran que el radi solar. Durant l'eclipsi principal —quan l'estel més fred intercepta la llum de l'estel F0— la lluentor del sistema disminueix 0,56 magnituds mentre que en el secundari, amb prou feines perceptible, el descens de la lluentor és de només 0,07 magnituds.